# Schmierzettel
Ein Schmierzettel, Schmierblatt, dient der schnellen, schriftlichen Fixierung von Informationen, ähnlich einem Notizzettel.
Während gelegentlich auch Servietten und kleinere Stücke Papier, z. B. Notizzettel, für das Festhalten von Informationen genutzt werden, ist der Schmierzettel im eigentlichen Sinne eine zumindest einseitig freie Seite Papier. Der Begriff Schmierzettel wird aber auch für zügig angelegte Texte, To-Do-Listen etc. in digitaler Form verwendet. 
Häufig werden einseitig bedruckte, jedoch nicht mehr benötigte Seiten (sogenannte Makulatur) als Schmierpapier für spätere Verwendung bewusst zurückgelegt. In Unternehmen wird solches Papier gelegentlich durch das Entfernen einer Ecke (der Ecke der Tackerung) kenntlich gemacht. In Bibliotheken oder Archiven werden solche Seiten häufig zu kleineren Formaten zerschnitten und den Benutzern als Notizzettel zur Verfügung gestellt. Generell ist es bei der Benutzung bedruckter Papiere als Schmierpapier wichtig, nur solche zu verwenden, die keine dem Datenschutz unterliegenden oder vertraulichen Informationen enthalten. 
Als Schmierblatt wird auch ein formloses Konzeptpapier während schulischer oder staatlicher Prüfungen bezeichnet. Der Prüfling kann hier Notizen niederschreiben, die nicht in die Bewertung der Prüfung mit einbezogen werden. Das Schmierblatt wird jedoch trotzdem zur Kontrolle durch den Korrektor mit den Prüfungsunterlagen ausgehändigt.